# Байкова гора
Ба́йкова гора́ (укр. Ба́йкова гора́) — историческая местность на территории Голосеевского района города Киева. Располагается между улицами Николая Гринченко, Владимира Брожко, Волжской, Волжским переулком и юго-западной границей района.
Название местности происходит от фамилии генерал-майора Сергея Байкова (1772—1848), жившего в отставке на Печерске и купившего за рекой Лыбедь в 1831 году земельный участок с хутором Лыбедь (он и стал хутором Байковым). Участок располагался между нынешним Байковым кладбищем и урочищем Протасов яр, в районе современной трикотажной фабрики. От него название перешло на всю местность, а также на здешние гору, яр, улицу и рощу, где проводились народные гуляния.
В 1834 году на части земель рядом с хутором было устроено одноимённое кладбище.